# Абоїмов Іван Павлович
Іван Павлович Абоїмов (рос. Иван Павлович Абоимов; 6 листопада 1936 — 24 серпня 2022, Москва) — російський дипломат. Надзвичайний та Повноважний Посол РФ в Україні (1999—2001).

## Життєпис
Народився 6 листопада 1936 року. Закінчив Лієпайський державний педагогічний інститут (1959), Вищу дипломатичну школу МЗС СРСР (1972). Володіє угорською, англійською, німецькою, латиською мовами.
З 1959 — працював в комсомольських та партійних органах Латвії;
З 1962 по 1963 — відповідальний секретар Комітету молодіжних організацій Латвійської РСР, заступник завідувача відділу пропаганди і агітації ЦК ЛКСМ Латвії;
З 1963 по 1967 — інструктор ідеологічного відділу, З 1967 по 1969 — завідувач сектору зовнішньополітичної пропаганди і іноземних зв'язків ЦК КП Латвії;
З 1972 по 1979 — перший секретар, радник Посольства СРСР в Угорщині;
З 1979 по 1984 — в центральному апараті МЗС СРСР;
З 1984 по 1986 — радник-посланник Посольства СРСР в Угорщині;
З 1986 по 1988 — начальник Управління кадрів Головного управління кадрів і навчальних закладів, член Колегії МЗС СРСР;
З 1988 по 1990 — заступник міністра іноземних справ СРСР;
З 1990 по 1996 — посол СРСР, Росії в Угорщині;
З 1997 по 1999 — посол РФ в Фінляндській Республіці;
З 06 серпня 1999 по 21 травня 2001 — Надзвичайний та Повноважний Посол РФ в Україні;
З 21 травня 2001 — на пенсії за віком.